# Kronika Studencka
Kronika Studencka – działająca przy Politechnice Gdańskiej organizacja skupiająca młodych ludzi zainteresowanych fotografią. Powstała w 1958 roku dzięki pomysłowi działaczy Zrzeszenia Studentów Polskich i poparciu władz uczelni. Siedziba organizacji znajduje się w zlokalizowanym na terenie kampusu PG Bratniaku.

## Cele organizacji
- dokumentowanie szeroko pojętego życia studenckiego oraz wydarzeń w Trójmieście
- rozwijanie umiejętności fotograficznych oraz prezentacja osiągnięć jej członków – kronikarzy
- organizowanie plenerów fotograficznych, warsztatów, spotkań z zawodowymi fotografami
- promowanie Politechniki Gdańskiej oraz jej osiągnięć

## Członkowie organizacji
Członkowie organizacji, zwani kronikarzami, rejestrują życie studenckie uczelni i Trójmiasta, koncentrując się na wydarzeniach typu juwenalia, otrzęsiny, spotkania i wydarzenia z życia kół naukowych, koncerty, wydarzenia naukowe i kulturalne. Wielu spośród kronikarzy zostało uznanymi fotografikami i fotoreporterami. Do tych, którzy zaistnieli później w polskiej fotografii, należą m.in. (chronologicznie) Zygmunt Grabowiecki, Stefan Figlarowicz, Nina Smolarz, Erazm Wojciech Felcyn, Edward Grzegorz Funke, Paweł Borkowski, Leszek Brogowski, Zbigniew Gąsior, Wojciech Leszczyński, Dariusz Kula, Jacek Piotrowski, Michał Mazurkiewicz, Zbigniew Trybek.

## Działalność
Kronika została założona w 1958 z inicjatywy redaktorów: Zygmunta Grabowieckiego, Wincentego Kościeleckiego i Mieczysława Stańczaka przy udziale Czesława Niedźwiedzia. Pomysłodawcą był M. Stańczak, który zauważył w czasie pobytu w Warszawie, zlokalizowaną na budynku Centralnej Agencji Fotograficznej na rogu ulic Foksal i Kopernika gablotę ze zdjęciami.
Za zgodą rektora Balcerskiego pierwotną nieoszkloną gablotę umieszczoną na zewnątrz przed wejściem do Gmachu Głównego politechniki zastąpiła zaprojektowana z inicjatywy Stanisława Kmieciaka przez studentów architektury w roku 1959/60 zlokalizowana w holu przed biblioteką, gdzie znajduje się nadal.
Kronika już od swoich początków cieszyła się bardzo dużą popularnością, kolegium redaktorskie w krótkim czasie osiągnęło liczbę kilkunastu fotografów, współpracujących z m.in. Centralna Agencja Fotograficzna, Od Nowa, World News Student, itd oraz prasą wybrzeżową. Była zapisem bieżącego życia politechniki, sposób redagowania treści był inspirowany lekkim stylem studenckich teatrzyków, nowocześnie redagowanego wybrzeżowego dwutygodnika "Uwaga" oraz Przekroju, a informacje z niej pochodzące publikowane były przez poczytne czasopisma krajowe. Redaktorzy Kroniki nie ograniczali się do relacjonowania wydarzeń, ale współpracowali też ze studenckimi organizacjami kulturalnym skupionymi wokół Klubu Studentów Wybrzeża ŻAK, którego początki sięgają 1955. Były to m.in. zespoły: Kabaret TO-TU, Teatrzyk Bim-Bom i Cyrk Rodziny Afanasjeff
Od początków Kroniki jej redaktorzy otrzymywali zwrot kosztu biletów komunikacji miejskiej, a za przyjętą do publikacji fotografię wypłacane było honorarium w wysokości 25-krotności kosztu odbitki fotograficznej.
Efektem prac członków Kroniki Studenckiej jest popularny i regularnie wydawany (co 10–14 dni), zawierający 25-40 fotografii Ilustrowany Magazyn Studentów Politechniki Gdańskiej, obecnie prezentowany w dwóch gablotach znajdujących się w holu gmachu głównego Politechniki Gdańskiej, na prawo od wejścia do Biblioteki Głównej. Od roku 1964 oglądać można było również jego edycję uliczną, prezentowaną m.in. w witrynach księgarni na rogu al. Grunwaldzkiej i ul. Miszewskiego i sklepu z materiałami fotograficznymi przy al. Grunwaldzkiej w Gdańsku-Wrzeszczu. Ostatnia edycja uliczna ukazała się w roku 2001, w witrynie Empiku naprzeciw Dworca Głównego PKP w Gdańsku.
Członkowie Kroniki podejmowali po studiach podejmowali niejednokrotnie pracę w zawodzie fotografa i fotografika, prowadzili działalność edukacyjną w rozmaitych instytucjach, w tym w Zakładzie Nowych Technik Nauczania PG, w latach 1958-2003 przez Kronikę przewinęło się ok. 400 osób.
Do wykorzystywanych przez kronikarzy w procesie tworzenia magazynu technik zamrażania obrazu należą: skanografia, kolodion, sitodruk, wykorzystanie emulsji światłoczułej i papieru fotograficznego, pióro świetlne, fotografia zapałkowa, stroboskopia, strobing.